# 斯海尔托亨博斯
斯海尔托亨博斯（荷蘭語：[ˌsɛrtoːɣə(n)ˈbɔs] ⓘ，意为“公爵的森林”），常称作登博斯，是位于荷兰南部北布拉班特省的一个城市和市镇，也是该省的首府，人口134,009（2005年）。

## 地名
“登博斯”（Den Bosch）之名的出现要早于官方名称“斯海尔托亨博斯”（'s-Hertogenbosch）。
除荷兰语名's-Hertogenbosch外，该地的法语名Bois-le-Duc、意大利语名Boscoducale、西班牙语名Bolduque、德语名Herzogenbusch和拉丁语名Silva Ducis、Buscum Ducis的含义均为“公爵的森林”。
斯海尔托亨博斯名称使用促进协会（Genootschap ter bevordering van het gebruik van de naam 's-Hertogenbosch）致力推行“斯海尔托亨博斯”——法律于1996年1月1日确定的官方名称。
此外，在狂欢节期间，这座城市被称为“乌特尔东克”（Oeteldonk）。在八十年战争时期，这座城市被称为“穆拉斯德拉克”（Moerasdraak，意为“沼泽之龙”），因为它位于沼泽地之间。
事实上，该地名's-Hertogenbosch的发音为[ˌsɛrtoːɣə(n)ˈbɔs]，s后面的H不发音，根据实际发音其本应译作“塞尔托亨博斯”，但鉴于“斯海尔托亨博斯”之译名的影响力，该译名一直保留沿用。

## 歷史
1185年，布拉班特公爵亨利一世頒布城市憲章，建立自治權。最初為一座防禦城市，周圍建有石牆，以防止荷蘭伯爵和格爾登伯爵的入侵，在中世紀，它作為貿易城市（尤其是羊毛）和藝術城市而繁榮。
宗教改革後成為天主教教區的斯海爾托亨博斯繼續抵抗八十年戰爭，但在1629年落入奧蘭治親王弗雷德里克·亨德里克的控制之下，成為
荷蘭共和國一部分。
1792年，斯海爾托亨博斯因法國革命軍的入侵而被置於法蘭西王國的控制之下，1815年荷蘭聯合王國成立時，斯海爾托亨博斯被定為北布拉班特省的首府。

## 文化

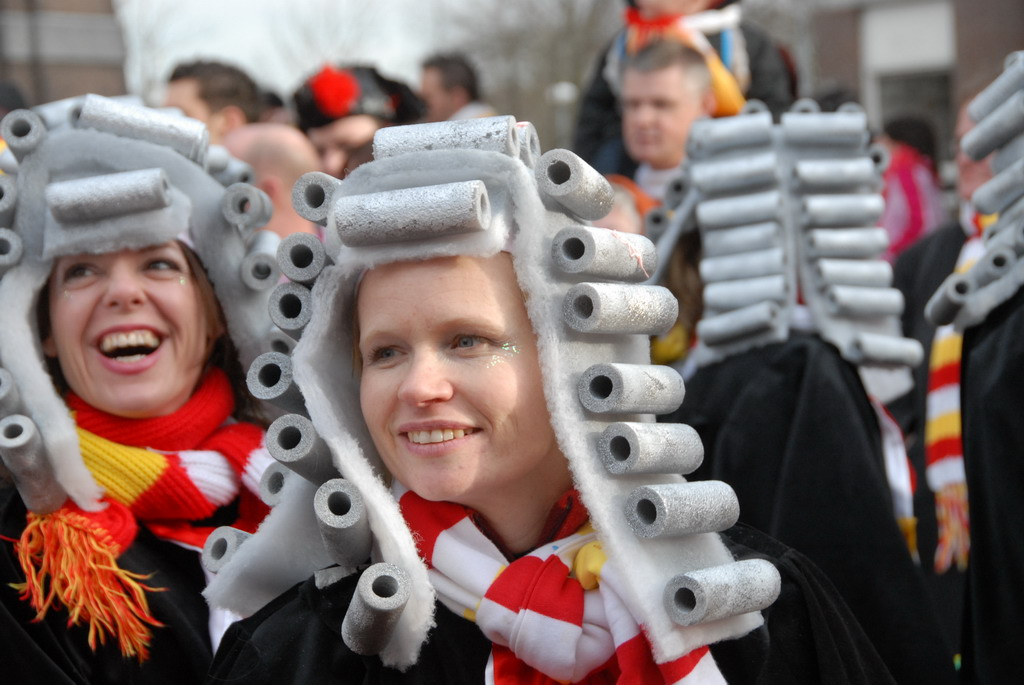
斯海爾托亨博斯狂歡節一景

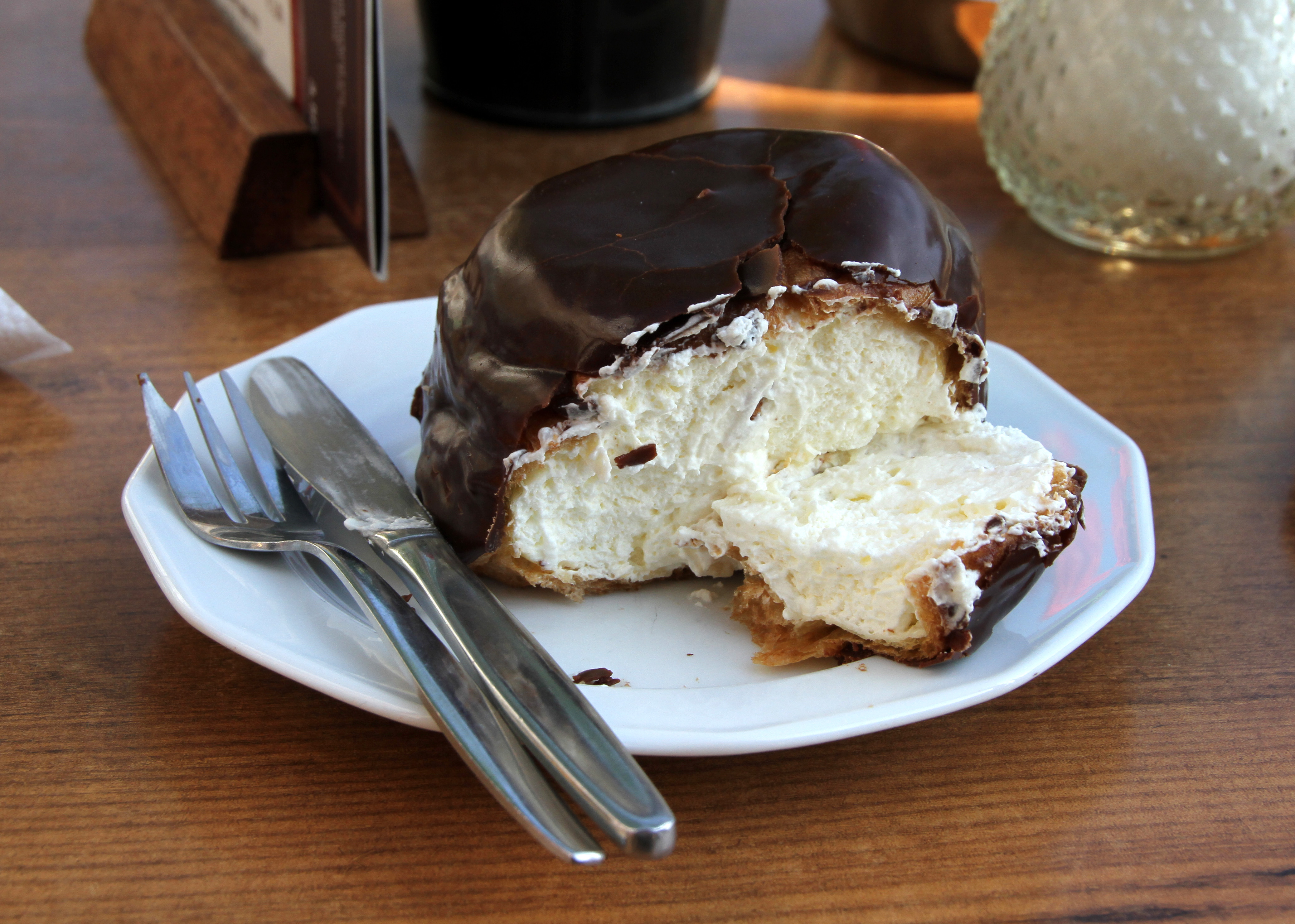
登波士球

斯海爾托亨博斯舉辦的狂歡節是荷蘭最古老的狂歡節（據現存記錄可追溯到1385年）。
這個城市有自己的特色美食—登波士球（Bossche Bol），是一種巨大的泡芙，比網球稍大，裡面充滿了生奶油，外面塗有巧克力。
斯海尔托亨博斯為超现实主义画家、人称“艺术鬼才”的—耶罗尼米斯·博斯出生地。